# Bhander
Bhander é uma cidade e uma nagar panchayat no distrito de Datia, no estado indiano de Madhya Pradesh.

## Geografia
Bhander está localizada a 25° 44′ N, 78° 45′ L. Tem uma altitude média de 211 metros (692 pés).

## Demografia
Segundo o censo de 2001, Bhander tinha uma população de 20 667 habitantes. Os indivíduos do sexo masculino constituem 53% da população e os do sexo feminino 47%. Bhander tem uma taxa de literacia de 68%, superior à média nacional de 59,5%; a literacia no sexo masculino é de 76% e no sexo feminino é de 59%. 16% da população está abaixo dos 6 anos de idade.